# Saba de Mutalasca
Saba (grec antic: Σάβας; llatí: Saba o Sabas) va ser un eclesiàstic grec del segle v. És venerat com a sant per diverses confessions cristianes.

## Biografia
La seva biografia la va escriure Ciril d'Escitòpolis. Nadiu de Mutalasca a Capadòcia, on va néixer l'any 439, era fill de Joan i de Sofia, una família noble i cristiana. Mentre el pare servia com a militar a Alexandria, Saba va restar a Capadòcia a cura del seu oncle Hèrmies primer, i després d'un altre oncle de nom Gregori. La disputa entre els dos tutors va portar al noi al monestir de Flavianae a uns 30 km de Mutalasca, on va ser educat en la més estricta observança de la vida monàstica. Quan va poder sortir va refusar de fer-ho i va seguir vivint al monestir on va passar en total deu anys (dels 8 als 18 anys).
Quan tenia 18 anys va voler visitar Jerusalem i viure allí com a solitari, i després d'obtenir permís de l'arximandrita (abat) va arribar a Jerusalem el 457 i es va voler establir al monestir d'Eutimi, que el va rebutjar per ser massa jove. Saba va rebutjar l'entrada a altres monestirs; finalment va entrar al monestir de Teoctist, de disciplina severa.
Estant en aquest monestir va fer un viatge a Alexandria en companyia d'un monjo que havia de resoldre afers privats. Allà els seus pares, que sembla que ignoraven la vida del jove el van reconèixer. El seu pare, que s'havia canviat el nom per Conó, exercia un important comandament, li va oferir entrar a l'exèrcit però va refusar i va retornar al monestir.
Després va viure amb Eutimi a Ruba, prop del Jordà, i al sud de la mar Morta, on va restar fins a la mort d'Eutimi cap a l'any 473; llavors es va retirar a un monestir del Jordà i després a una cova prop de la font de Siloam on el 483 o 484 va començar a erigir una comunitat que va ser coneguda com a Magna Laura (Laura és el nom grec per monestir) on es van reunir 150 monjos.
L'any 491 o 492 va ser ordenat prevere i va fundar altres comunitat monàstiques, i el patriarca de Jerusalem el va nomenar arximandrita dels anacoretes de Palestina; la tranquil·litat d'aquestes comunitats es va veure alterada per les disputes que hi van haver a conseqüència de la revifalla de les doctrines d'Orígenes, que Saba considerava herètiques.
El 512 va encapçalar una delegació enviada pel patriarca Elies I de Jerusalem per protestar davant de l'emperador Anastasi. L'emperador, degut a la seva fama, el va acollir molt bé i li va fer diversos regals, però tot i això Anastasi va restar fidel a les doctrines monofisites. Anastasi va deposar finalment Elies (513) i al concili de Calcedònia, Saba va donar suport a Elies, igual que Teodosi, arximandrita dels cenobites de Palestina; els tres homes van guanyar per la seva causa al nou patriarca de Jerusalem, Joan, elevat a condició de defensar al monofisisme, i que es va girar contra l'emperador.
Saba, Teodosi i Joan haurien estat desterrats si no hagués esclatat el conflicte amb el got Vitalià que va distreure a l'emperador (514). El 518 Saba, amb 80 anys, va visitar a Elies al seu exili a Aila (Eliat, al costat d'Àqaba) i poc després a la pujada al tron de Justí I, el monofisisme va perdre el poder.
Saba va ser enviat amb l'ex-patriarca Joan a publicar l'edicte imperial que reconeixia el Concili de Constantinoble. El 529 o 530, amb més de 90 anys, va viatjar a Constantinoble, on va obtenir de l'emperador Justinià I, una remissió de taxes per Palestina com a compensació per les destruccions ocasionades per la revolta dels samaritans. Va morir a Magna Laura el 532 amb 94 anys.
Les seves restes són al monestir que va fundar, anomenat després de Sant Saba, o Mar Saba.

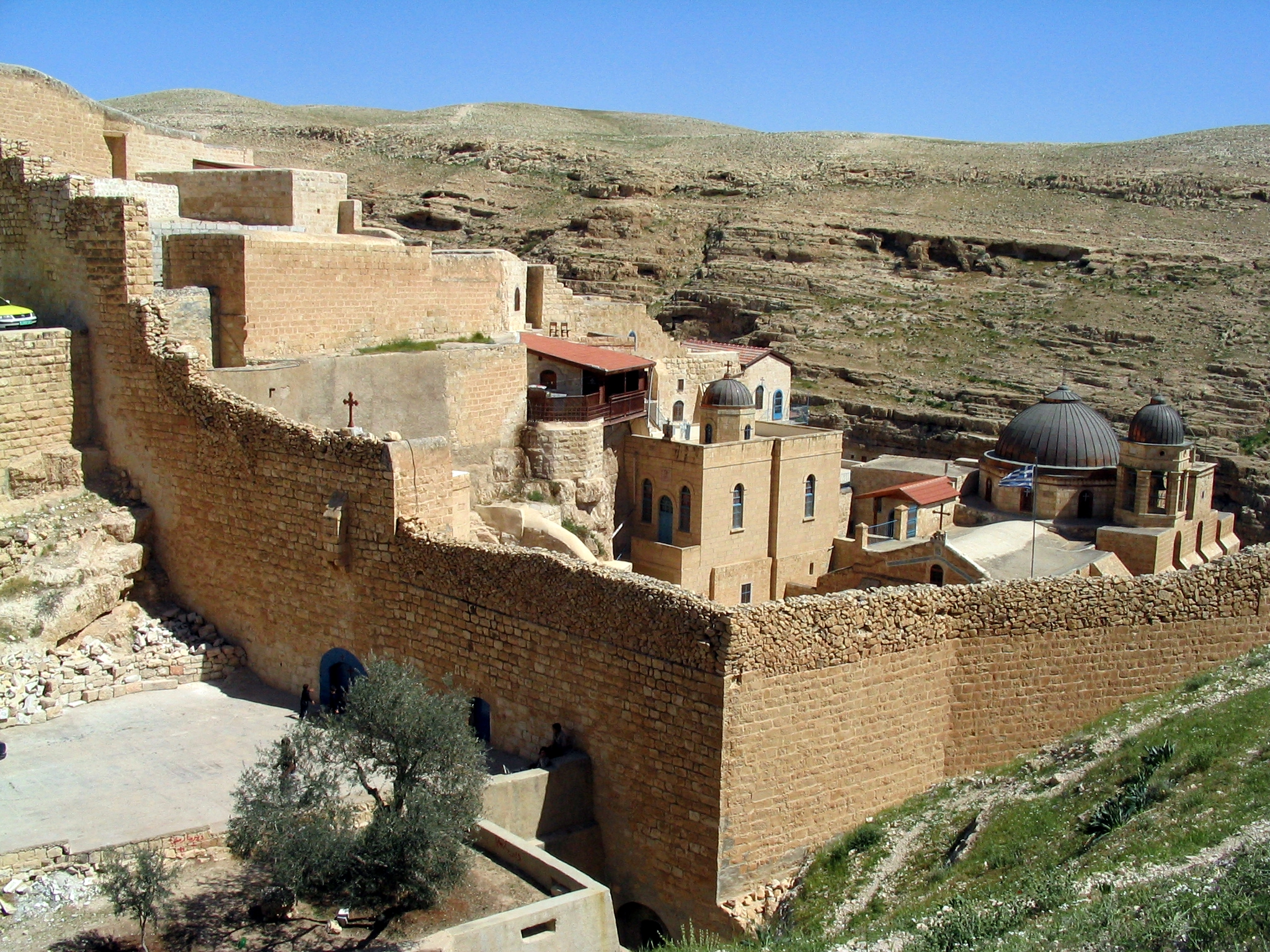
Monestir de Mar Saba.
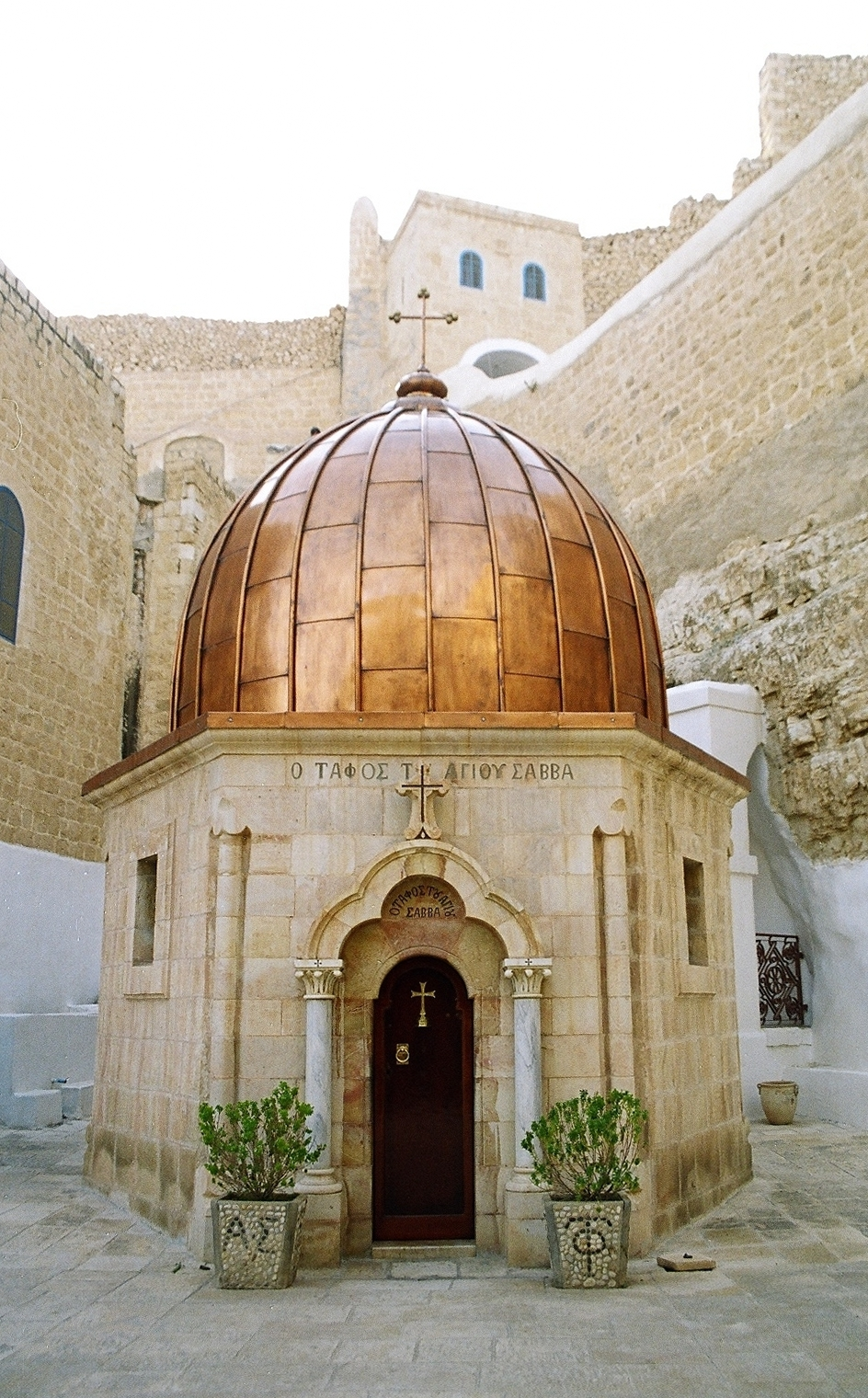
Entrada al sepulcre de Sant Saba al monestir de Mar Saba.
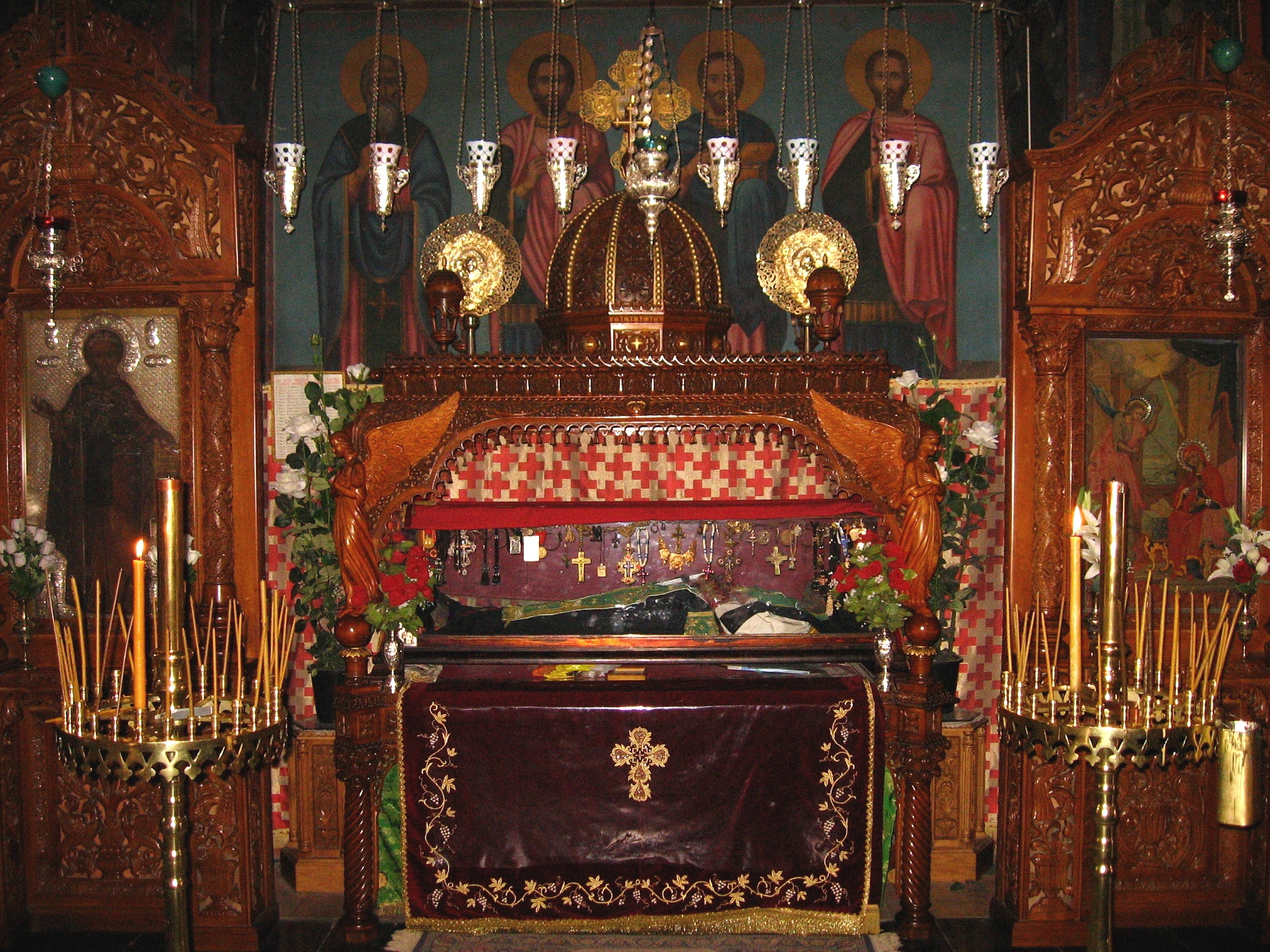
Sepulcre de Sant Saba a l'església del monestir de Mar Saba.
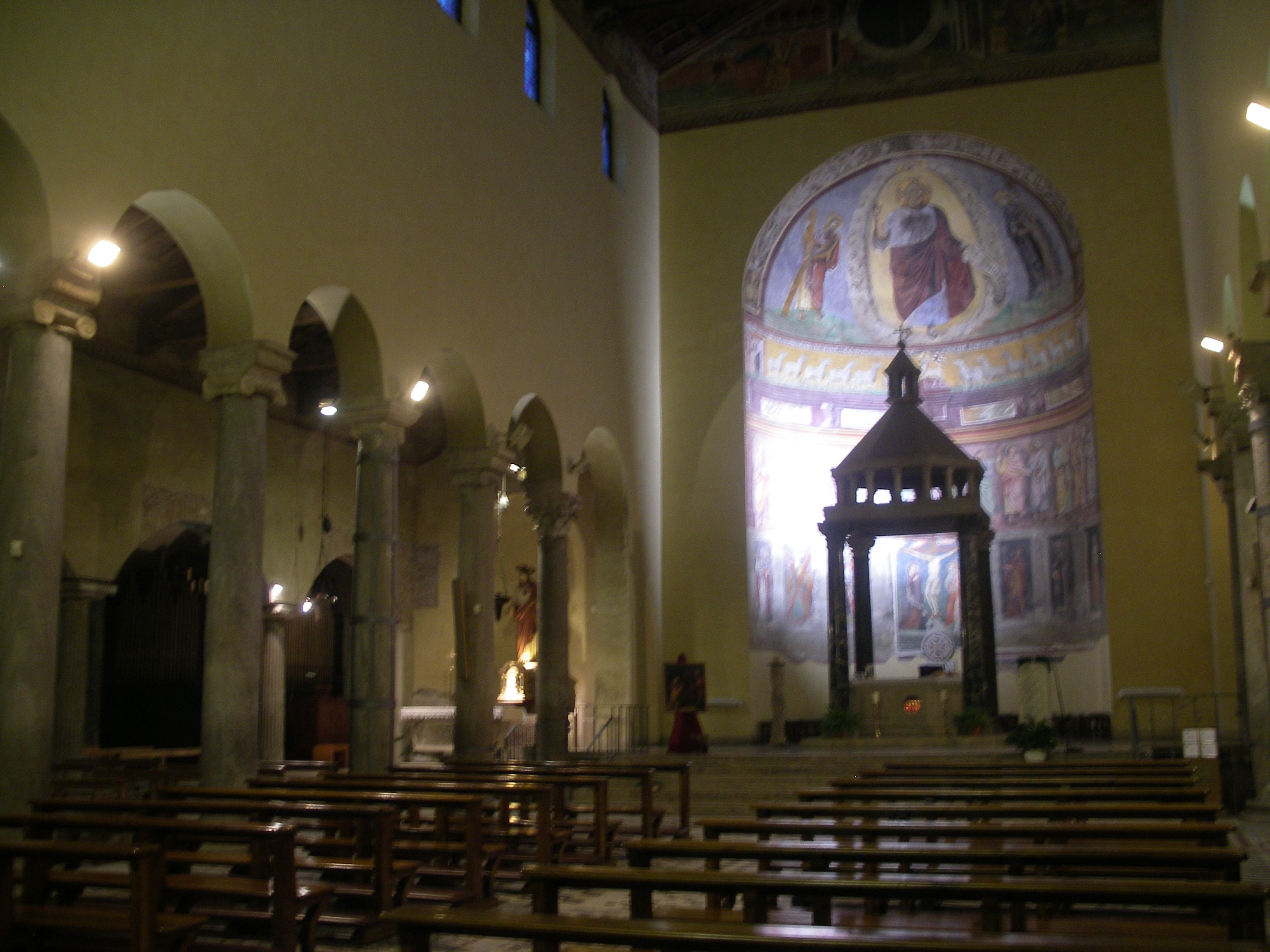
Basílica de San Saba de Roma, amb algunes relíquies del sant

## ElTípiconde Sant Saba
Obra seva va ser τῆς ἐκκλησιαστικῆς ἀκολουθίας τοῦ χρόνου ὅλου, conegut com a Típicon. També porta el nom de |Τυπικὸν τῆς ἐκκλησιαστικῆς ἀκολουθίας τῆς ἐν Ἱεροσολύμοις ἁγίας Λαύρας τοῦ ὁσίου καὶ θεοφόρον πατρὸς ἡμῶν Σάββα, (Typicon, s. Ordo Officii Ecclesiastici Monasterii Hieroslymitani Sancti Patris nostri Sabae). Aquest Típicon s'usava a tots els monestirs de Jerusalem, però les irrupcions a Palestina de diverses tribus hostils van deteriorar els textos que una tradició deia que Joan Damascè va restaurar.